# 2002 au Canada
Pour un article plus général, voir Chronologie du Canada.
Cet article traite des événements qui se sont produits durant l'année 2002 au Canada.

## Gouvernements
Exécutif:
- Monarque - Élisabeth II
- Gouverneur général - Adrienne Clarkson
- Commissaire du Nunavut - Peter Irniq (en)
- Commissaire des Territoires du Nord-Ouest - Glenna Hansen
- Commissaire du Yukon - Jack Cable (en)
- Lieutenant-gouverneur de l'Alberta - Lois Hole.
- Lieutenant-gouverneur de la Colombie-Britannique - Iona Campagnolo
- Lieutenant-gouverneur de l'Ontario - Hilary Weston puis James Bartleman (en)
- Lieutenant-gouverneur de l'Île-du-Prince-Édouard - Joseph Gérard Léonce Bernard (en)
- Lieutenant-gouverneur du Manitoba - Peter Michael Liba (en)
- Lieutenant-gouverneur du Nouveau-Brunswick - Marilyn Trenholme Counsell
- Lieutenant-gouverneur de la Nouvelle-Écosse - Myra Freeman
- Lieutenant-gouverneur du Québec - Lise Thibault
- Lieutenant-gouverneur de la Saskatchewan - Lynda Haverstock
- Lieutenant-gouverneur de Terre-Neuve-et-Labrador - Arthur Maxwell House (en) puis Edward Roberts (en)

Législatif:
- Premier ministre du Canada - Jean Chrétien
- Premier ministre de l'Alberta - Ralph Klein
- Premier ministre de la Colombie-Britannique - Gordon Campbell
- Premier ministre du Manitoba - Gary Doer
- Premier ministre du Nouveau-Brunswick - Bernard Lord
- Premier ministre de Terre-Neuve-et-Labrador - Roger Grimes
- Premier ministre de la Nouvelle-Écosse - John Hamm
- Premier ministre de l'Ontario - Mike Harris puis Ernie Eves
- Premier ministre de l'Île-du-Prince-Édouard - Pat Binns
- Premier ministre du Québec - Bernard Landry
- Premier ministre de la Saskatchewan - Lorne Calvert
- Premier ministre des Territoires du Nord-Ouest - Stephen Kakfwi
- Premier ministre du Nunavut - Paul Okalik
- Premier ministre du Yukon - Dennis Fentie (élu le 4 novembre face au sortante Pat Duncan)

## Événements

### Avril
- 5 au 7 avril : Championnats du monde de patinage de vitesse sur piste courte à Montréal

### Juillet
- 21 au 23 juillet : Sommet du G8 à Kananaskis Village en Alberta
- 23 au 28 juillet : journées mondiales de la jeunesse 2002 à Toronto. Visite du pape Jean-Paul II.

### Août
- 17 août (jusqu'au 1er septembre) : Coupe du monde féminine de football des moins de 19 ans

### Septembre
- 23 septembre: constitution du parc provincial du Monastère-des-Trappistes à Winnipeg au Manitoba.

### Novembre
- 4 novembre : élection générale au Yukon — le gouvernement du Parti libéral est défait par le Parti du Yukon et Dennis Fentie succède à Pat Duncan au poste de Premier ministre.
- 6 au 10 novembre : Coupe des quatre nations à Kitchener et Mississauga.

### Décembre
- 26 décembre (jusqu'au 5 janvier 2003) : Championnat du monde junior de hockey sur glace 2003 à Halifax et Sydney.

## À surveiller
- Les premiers jeux d'hiver de l'Arctique organisé par deux villes jumelées conjointement donc Iqaluit et Nuuk (Groenland)
- Championnat du monde de Scrabble classique à Montréal
- Fondation de Lolë à Montréal.
- Défi mondial des moins de 17 ans de hockey à Selkirk et Stonewall

## Décès
- 13 janvier : Frank Shuster, acteur et scénariste.
- 24 janvier : Peter Gzowski, journaliste et écrivain.
- 14 février : Bud Olson (en), ministre de l'agriculture du Canada et lieutenant-gouverneur de l'Alberta.
- 14 avril : Gustave Blouin, homme politique fédéral provenant du Québec.
- 9 mai : Robert Layton, ingénieur et homme politique fédéral provenant du Québec.
- 20 juin : Timothy Findley, homme de théâtre et écrivain.
- 13 septembre : George Stanley, designer du drapeau canadien.
- 30 novembre : Jeffrey Baldwin (en), victime de meurtre.
- 5 décembre : Prosper Boulanger, homme d'affaires et homme politique fédéral provenant du Québec.
- 18 décembre : Ramon John Hnatyshyn, gouverneur général du Canada.